# Waldemar Wardencki
Waldemar Wardencki (ur. 23 lipca 1944) – polski profesor chemii specjalizujący się w chemii analitycznej, a zwłaszcza w analizie śladów i analizie zanieczyszczeń środowiska. 

## Życiorys
Jest absolwentem Wydziału Chemicznego PG. W latach 2002–2005 pełnił funkcję Prodziekana ds. Organizacji Procesu Dydaktycznego i Rozwoju. W 2006 uzyskał tytuł profesora nauk chemicznych.
Pracował w Katedrze Chemii Analitycznej na Wydziale Chemicznym Politechniki Gdańskiej, wykładowca Instytutu Politechnicznego Państwowej Wyższej Szkoły Zawodowej w Elblągu. Pełni funkcję wiceprzewodniczącego zarządu Stowarzyszenia Absolwentów Politechniki Gdańskiej.
Jego zainteresowania naukowe skupiają się na analityce środowiska, analizie procesowej, chromatografii i technikach separacji, analizie związków zapachowych, m.in. w żywności. Wypromował 10 doktorów.